# Хайнрих III фон Горица
Хайнрих III фон Горица (на немски: Heinrich III von Görz; * 1263; † 1323) от род Майнхардини, е граф на Горица (Гьорц) от 1304 до 1323 г.

## Биография
Той е първият син на Алберт I († 1304), граф на Тирол и Горица, и първата му съпруга му Еуфемия († пр. 29 май 1275), дъщеря на херцог Конрад II от Силезия-Глогов от силезките Пясти. Брат е на Алберт II (1261 – 1325).
Хайнрих III наследява баща си през 1304 г. като граф на Горица, става генералкапитан на Аквилея, щатхалтер на Истрия, имперски викар на маркграфство Тревизо, подеста на Триест, жител на Венеция.

## Фамилия
Първи брак: на 2 май 1297 г. с Беатрикс от Камерино († 1321 след 25 август), дъщеря на Джерардо. Те имат един син: 
- Майнхард V († сл. 21 март 1318), граф на Горица

Втори брак: през 1322 г. с Беатрикс от Долна Бавария (1302 – 29 април 1360), дъщеря на херцог Стефан I (1271 – 1310). Те имат един син:
- Йохан Хайнрих IV (* 1322/1323; † 17 март 1338), граф на Горица (1323 – 1338)

Хайнрих III има извънбрачните деца:
- Алзиберта, омъжена за Николаус фон Прамберг
- Елизабет, омъжена за Оливиеро Сфорца
- Агнес